# Rote Lieder 70-76
Rote Lieder 70-76 es un álbum recopilatorio de varios intérpretes de diversas nacionalidades, que reúne canciones grabadas en directo entre 1970 y 1976, durante las seis primeras realizaciones del Festival de la canción política (en alemán: Festival des politischen Liedes) organizado por la Juventud Libre Alemana (FDJ) en el este de Berlín, en la época de la República Democrática Alemana.
Los intérpretes de habla hispana del álbum son los chilenos Quilapayún e Inti-Illimani, el uruguayo Daniel Viglietti y los cubanos de Grupo Manguaré.

## Lista de canciones
| Lado A |                                 |                                            |          |  |
| N.º    | Título                          | Intérprete                                 | Duración |  |
| 1.     | «The Winds Are Singing Freedom» | The Sands Family                           |          |  |
| 2.     | «Comienza la vida nueva»        | Quilapayún                                 |          |  |
| 3.     | «Alla mattina con la luna»      | Canzoniere Internazionale y Duo Di Piadena |          |  |
| 4.     | «Konzertierte Aktion»           | Dieter Süverkrüp                           |          |  |
| 5.     | «Optimistisches Lied»           | Schicht                                    |          |  |
| 6.     | «Baikal-Amur-Magistrale»        | Lingua                                     |          |  |
| 7.     | «Lang Lebe Bangladesh»          | Bhupen Hazarika                            |          |  |
| 8.     | «Canción del poder popular»     | Inti-Illimani                              |          |  |

| Lado B |                          |                  |          |  |
| N.º    | Título                   | Intérprete       | Duración |  |
| 1.     | «Kenen Joukoissa Seisot» | Agitprop         |          |  |
| 2.     | «Grandola, Vila Morena»  | José Afonso      |          |  |
| 3.     | «Les Communistes»        | Pia Colombo      |          |  |
| 4.     | «A desalambrar»          | Daniel Viglietti |          |  |
| 5.     | «Afrika»                 | Miriam Makeba    |          |  |
| 6.     | «Das Meer Braust Weiter» | Muszty & Dobay   |          |  |
| 7.     | «Eviva Liberta»          | Xasteria         |          |  |
| 8.     | «Guantanamera»           | Manguaré         |          |  |
| 9.     | «Wir Sind Überall»       | Oktoberklub      |          |  |